# Наймичка (поема)

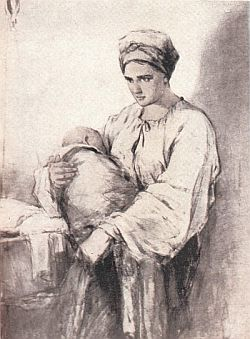

«На́ймичка» — соціально-побутова поема видатного українського поета Тараса Шевченка. Датується за автографом: 13 листопада 1845 р., Переяслав.

## Історія написання і публікації
Автограф – в альбомі «Три літа», де твір датовано «13 ноября 1845, в Переяславі». «Наймичка» належить до тих небагатьох творів Шевченка періоду «Трьох літ», які були опубліковані ще за його життя.  Уперше поему надруковано в збірнику «Записки о Южной Руси» (т. 2. СПБ, 1857) без зазначення автора, оскільки Шевченко перебував тоді на засланні й друкувати його твори було заборонено.  Щоб обійти цензуру, видавець збірника П. Куліш подав у передмові до публікації версію, ніби поему виявлено випадково й без зазначення прізвища її автора в альбомі панночки-хуторянки. Вдруге за життя поета твір надруковано в «Кобзарі» 1860.

## Жанр, композиція, сюжет
Композиція поеми виявляє характерні риси жанрового різновиду романтичної  ліро-епічної поеми. Вона відкривається неясним, загадковим прологом, у якому дія відбувається у суто романтичних обставинах — на могилі серед поля, в тумані, якому невідома "молодиця молодая" звіряється своїм горем. У той же час мова героїні не літературно-романтична, а пісенно-розмовна: спершу це своєрідний покаянний монолог, який далі змінюється піснею про вдову-дітозгубницю. Пісня розкриває ту альтернативу, що грізно постала перед молодою матір'ю-покриткою, і якої вона не прийняла. «Пролог» служить настроєвою увертюрою, створюючи сумовитий настрій очікування розгадки. Дальша дія складається з ланцюжка вершинних, найбільш значущих епізодів, кожному з яких присвячено окремий розділ, яких є вісім. Це розповідь у стилі казкового зачину ("Був собі дід та баба...") про долю бездітної люблячої пари. Розповідач-спостерігач змальовує сцену знаходження подружжям підкинутого немовляти, сповнену радісних надій: "От і талан, от і доля, // І не одинокі!"; прихід наймички та її працю в господі. Цікавою є хронотопна організація сюжету. Між третім і четвертим розділами — часовий інтервал років у вісімнадцять. Стисло повідомляється тільки про смерть Насті, прийомної матері Марка. У п'ятому розділі — два епізоди: підготовка до весілля та проща Ганни до Києва. На початку шостого розділу повідомляється про три щорічні подорожі наймички да Києва, про початок четвертої та про її повернення й гостинці онукам і невістці Катрі. Дія помітно уповільнюється: виявляється, що Ганна повернулася вже недужою, передчуваючи власну смерть. Сьомий розділ присвячено розповіді про її недугу й тривогу про Марка,який, чумакуючи, затримався в дорозі. Тут особливо виразно виявлено родинну любов і невістки, й Трохима до Ганни. І нарешті, у восьмому, останньому, розділі показане неспішне щасливе повернення Марка і — контрастом до його настрою — сцену зізнання Ганни та її смерть.

## Ідейно-тематичний зміст
До теми покритки Шевченко звертався в ранніх поемах – «Катерина» і «Слепая», а згодом – у поемах «Відьма», «Марина» та ін. Природа драматичної ситуації, покладеної в основу «Наймички», та сама, що й в інших Шевченкових творах, присвячених цій темі. Вона зумовлена становищем матері позашлюбної дитини в тогочасному суспільстві, її соціальною знедоленістю. Однак у «Наймичці» тему покритки психологічно поглиблено, вона набула тут нового ідейно-творчого розвитку. Образ матері в поемі не тільки трагічний, як у «Катерині», а й величний, у ньому втілюється мотив самопосвятної любові. Матір-покритку суспільство виштовхувало на узбіччя, прирікало на поневіряння, і їй потрібна була велика душевна сила, щоб, усупереч усьому, будь-що жити задля дитини. Героїня з християнською величчю духу змінює фатум свого життя, свою «долю»: вона підкидає малого сина старій бездітній родині хуторян, з тим щоб згодом попроситися до них наймичкою. Поет не аналізує тут взаємин героїні твору з її середовищем, (нічого не сказано про її минуле, нема згадки про спокусника тощо), а зосереджується на материнських переживаннях, на материнській місії, чиненій потай. Хвилина у хвилину, день у день, рік у рік не відходячи від сина, вкладаючи в нього всю силу материнського піклування й любові, вона мусить критися власне із материнським характером свої почуттів – задля сина та його названих батьків, яких вона також полюбила, як і вони її. За створеною в поемі світлою картиною людяності й сердечності стоїть інший світ, суворий і жорстокий, що може зруйнувати уявну ідилію. У стражданнях, які зносить наймичка, щоб оберегти синову долю, розкривається сила материнської любові, глибина переживань героїні поеми. Зображення душевної сили й моральної чистоти матері-покритки становить пафос «Наймички».

## Особливості стилістики
Поему написано в стриманій манері, в ньому використано стилістику народної пісні й казки. Шевченко не вдається до безпосередньої характеристики героїні твору, глибоке співчуття до неї не переходить у декларацію, а виявляється в самому змісті й тоні розповіді. Поет досяг тут особливої рівноваги художніх образів, простоти поетичної мови. «Наймичка» - етапний твір у розвитку Шевченкового психологічного реалізму. Поглибленню психологізації характерів сприяє широко застосовуваний поетом і особливо ясно виявлений у побутових поемах спосіб розповіді, зітканої з «голосів», позицій, «чужої мови» персонажів; «чиста» розповідь від «автора» займає дуже мало місця. Погляд на події, їх оцінка, формально належні оповідачеві, насправді природно й непомітно передаються від одного персонажа до іншого, взаємно висвічуючись, творячи реалістичну глибину психологічної перспективи. Манера викладу позбавлена ліричних вигуків, звертань, відступів, інтонаційних перепадів; є спокійна «об’єктивна» сповідь, рівний емоційний тон, але все наснажене світлим етичним настроєм тихої і спокутної материнської любові. Авторська позиція виражається передусім завдяки багатоголоссю, зміні точок зору, внутрішній психологічній позиції стосовно героїв, пестливій мові героїні, переданій у згоді з авторською оцінкою зображеного.  Змальовуючи образи позитивних героїв з народу, поет не просто протиставив свій етичний ідеал антилюдяному світові, а й розкрив трагедію цього ідеалу, його несумісність із тодішніми умовами життя.

## Значення
«Наймичка» - одна з вершин поезії Шевченка. Етичний ідеал поета виявився в ній з художньою силою, властивою найвидатнішим творам світової літератури. Поемі судилося довге і щасливе життя. У різні часи високу оцінку їй давали М. Костомаров, М. Добролюбов, О. Пипін, М. Михайлов, М. Некрасов, Л. Толстой, В. Короленко, М. Горький, а І. Франко писав, що вона «належить до найбільших тріумфів правдивої штуки і мусить уважатися за найкращий доказ великої геніальності Шевченка».

## Культурні інтерпретації
•  Переробку поеми для сцени під назвою «Мати-наймичка» зробив І. Тогобочний. 
•  Поему ілюстрували видатні художники XIX-ХХ століть – М. Башилов, К. Трутовський, О. Сластіон, П. Мартинович, М. Микешин, І. Їжакевич, В. Касіян, С. Адамович, М. Дерегус, С. Караффа-Корбут та ін. 
•  До неї зверталися композитори К. Стеценко, А. Кос-Анатольський, М. Тіц, М. Вериківський, який 1934 створив оперу «Наймичка»за поемою та однойменною повістю, яку пізніше, в засланні, написав Шевченко на цей сюжет. 
•  Фільм-оперу «Наймичка» випустила Київська кіностудія ім. О. Довженка (1964).